# Estádio Antônio Mourão Vieira Filho
O Estádio Antônio Mourão Vieira Filho, conhecido popularmente como Estádio da Rua Bariri, é um estádio de futebol que pertence ao Olaria Atlético Clube.

## História
Localizado na Rua Bariri, no bairro de Olaria na cidade do Rio de Janeiro, possui capacidade de 12 mil pessoas, mas encontra-se limitada pelo corpo de bombeiros atualmente para 8.300 espectadores, após reformas e adaptações para manter o conforto e a segurança dos torcedores, segundo os novos padrões. O recorde de presença do estádio atualmente é de 18.000, estabelecido em 30 de abril de 1997.
O nº 251 da Rua Bariri era de propriedade de Custódio Nunes, co-proprietário do matadouro Irmãos Goulart S/A, aonde eram guardados os bois para abate e era campo para os jogos do Irmãos Goulart Futebol Clube. Em 1925, Noêmia Nunes, filha de Custódio, doou o terreno ao Olaria Atlético Clube.
Inaugurado a 6 de abril de 1947, numa partida entre os times do Fluminense e do Vasco da Gama, vencida pelo tricolor por 5 a 4 é um tradicional estádio carioca, tendo sido usado por grandes clubes cariocas em décadas passadas.
Nesse mesmo ano de inauguração o Botafogo foi jogar contra  Olaria e levou o seu mascote, o cachorro Biriba, mas o Olaria apresentou um índio de 60 anos que atiçou a sua arara contra o Biriba e pôs o cão para correr, época na qual o Olaria era apoiado por um grupo de 30 a 40 taxistas da região, conhecido como "Terceiro Time", que intimidavam os adversários do clube.
A fama de "alçapão" dado à Rua Bariri é também porque o estádio foi palco de imponentes vitórias do time da casa, assim como também houve nele confusões e brigas. Entre os momentos gloriosos, pode se destacar a vitória sobre o Botafogo logo no primeiro ano do estádio ou os 3 a 0 contra o Vasco em 1954 e sobre o Flamengo, tricampeão carioca nos anos 1950 e numa tarde inspirada do goleiro Júlio César fechando o gol rubro-negro, mas que não conseguiu defender a cobrança de falta de Diego, na última volta do ponteiro do cronômetro em 2004, também tendo havido algumas confusões em sua história, criando uma áurea de lugar difícil do time da casa ser batido. Entre os momentos gloriosos, no dia 23 de junho de 1996, o Olaria era derrotado pelo 
Itaperuna por 4 a 0 até os 29 minutos do segundo tempo, quando Luciano Silva (2), Leandro, Pedro Renato e Preto marcaram para  Olaria em uma virada memorável.
Em 1967 ocorreu uma grande confusão quando o Olaria recebia o America e estava perdendo por 1 a 0. Com o jogo já violento, Sabará agrediu Edu e foi expulso, gerando uma confusão que paralisou a partida por alguns minutos. Eis que o conhecido brigão Almir, do America, deu uma pancada em Édson, do Olaria, e a briga generalizada se instaurou, com Édson vindo a receber depois doze pontos na boca, tendo sido  deliberado o fim do jogo antes do tempo regulamentar ser cumprido por expulsão dos jogadores que estavam em campo.